# Cabrières (Hérault)
 Cabrières  (en idioma occitano Cabrièiras) es una población y comuna francesa, situada en la región de Occitania, departamento de Hérault, en el distrito de Lodève y cantón de Mèze.

## Enlaces externos

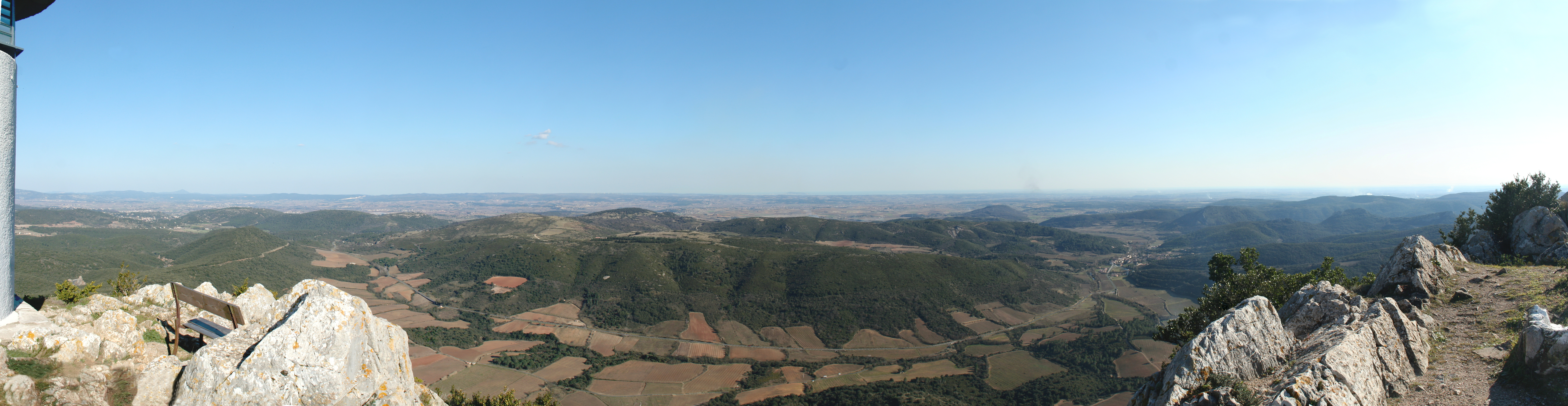
Cabrières, vista desde Vissou.

## Demografía

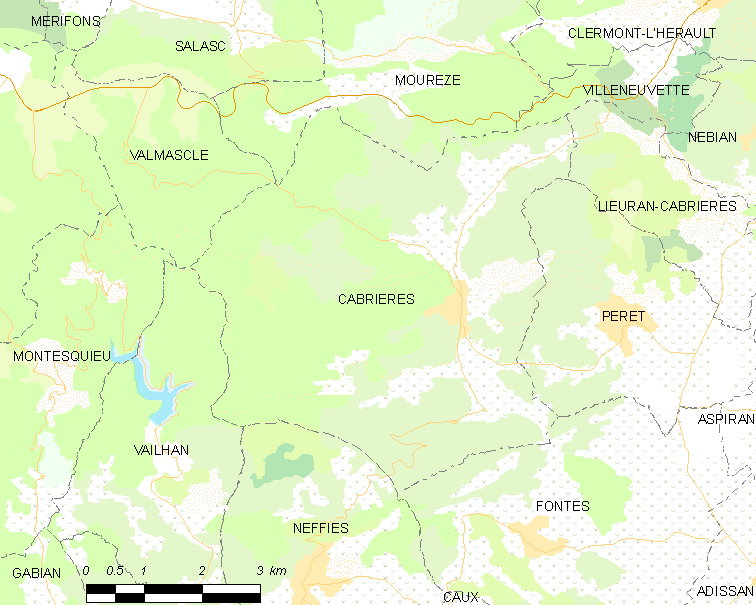
Mapa

| 461 | 415 | 364 | 330 | 307 | 338 | 483 |
| Para los censos de 1962 a 1999 la población legal corresponde a la población sin duplicidades (Fuente: INSEE [Consultar]) |     |     |     |     |     |     |